# Obaba
Obaba é um filme de drama espanhol de 2005 dirigido e escrito por Montxo Armendáriz. Foi selecionado como representante da Espanha à edição do Oscar 2006, organizada pela Academia de Artes e Ciências Cinematográficas.

## Elenco
- Pilar López de Ayala - Maestra
- Juan Diego Botto - Miguel
- Bárbara Lennie - Lourdes
- Eduard Fernández - Lucas
- Peter Lohmeyer - Ingeniero Werfell
- Héctor Colomé - Ismael
- Pepa López - Merche